# Tomás Cipriano de Mosquera
Tomás Cipriano de Mosquera (* 26. September 1798 in Popayan; † 7. Oktober 1878 in Coconuco) war ein kolumbianischer General und Präsident der Republik Neugranada (1845–49), der Granadinische Konföderation (1861), der Vereinigten Staaten von Kolumbien (1861–63) und Kolumbiens (1866–67).

## Leben
Mosquera, der jüngere Bruder des Juristen und Politikers Joaquin Mosquera, schloss sich 1814 der kolumbianischen Unabhängigkeitsbewegung an und diente im Unabhängigkeitskrieg unter Simon Bolívar. Er wurde 1820 zum Hauptmann, 1822 zum Oberstleutnant und 1824 zum Oberst ernannt. Nach einer Verwundung seines Kiefers 1824 litt er lebenslang an einem Sprachfehler. Er wurde Intendant von Guayaquil und rief dort im August 1826 die Diktatur Bolívars aus.
Im Range eines Generals war er 1829–30 Gesandter in Peru und von 1830 bis 1833 Botschafter in den Vereinigten Staaten. Von 1834 bis 1837 war er Abgeordneter im Kongress der Republik Neugranada, darauf Kriegsminister unter dem Präsidenten José Ignacio de Márquez. Von 1842 bis 1845 war er im diplomatischen Dienst in Peru, Chile und Bolivien. 1845 wurde er als Nachfolger von Pedro Alcántara Herrán Zaldúa Präsident der Republik Neugranada. Er unterzeichnete 1846 einen Vertrag mit den Vereinigten Staaten, der den USA Transitrechte über die panamaische Landenge einräumte und es ihnen ermöglichte, bei der Unterdrückung von Bauernguerillas und liberalen Sezessionisten zu helfen. Außerdem überwachte er die Trennung von Kirche und Staat, belebte die Tabakindustrie neu, förderte die Dampfschifffahrt über den Río Magdalena und näherte sich bald dem liberalen Lager an. Sein Nachfolger wurde 1849 José Hilario López. 
1854 schlug er einen Handwerkeraufstand unter José María Melo nieder und verlor 1857 die Wiederwahl zum Präsidenten. 1860 verkündete er die Abspaltung des Bundesstaates Cauca von der Granadinischen Konföderation. 1861 übernahm er die Macht und war bis 1863 als Nachfolger von Bartolomé Calvo erneut Präsident. Er förderte die Gründung der Vereinigten Staaten von Kolumbien und verkaufte viele Kirchengüter, um sie an die Armen zu verteilen. Er verbot auch die Jesuiten aufgrund ihrer Unterstützung der Konservativen und führte 1863 Krieg gegen Ecuador. Er wurde von Francisco Javier Zaldúa abgelöst und kehrte nach einer kurzen Amtszeit als Botschafter in Frankreich von 1866 bis 1867 ins Präsidentenamt zurück, bis er durch einen Putsch gestürzt und von Manuel Murillo Toro abgelöst wurde. Von 1868 bis 1870 lebte er in Peru im Exil. Seine Präsidentschaftskandidatur im Jahr 1871 scheiterte, doch 1873 wurde er zum Präsidenten des Bundesstaates Cauca und 1876 zum Senator gewählt.